# Jérôme Bortoluzzi
Jérôme Bortoluzzi (ur. 20 maja 1982 w Amnéville) – francuski lekkoatleta, młociarz.
Na Igrzyskach Olimpijskich w Londynie w 2012 zajął 14. miejsce w eliminacjach nie kwalifikując się do finału. W Bejrucie w 2009 zdobył brązowy medal igrzysk frankofońskich. Do jego osiągnięć należy również srebrny medal igrzysk śródziemnomorskich (Pescara 2009). Pięciokrotnie był mistrzem Francji (2009, 2013, 2014, 2015, 2016).
Swój rekord życiowy (78,26 m) ustanowił 7 czerwca 2012 w Metz.